# The Quest (Portland)
The Quest, também referida como: Saturday Night at the Y ou Three Groins in a Fountain, é uma escultura e fonte em exibição pública de mármore projetada por Alexander von Svoboda, e situa-se em Portland, Estados Unidos. A escultura foi encomendada pela Georgia-Pacific em 1967, e esculpida na Itália a partir de um único bloco de 200 toneladas de mármore branco extraído do Monte Pentélico, na Grécia. The Quest foi instalada na frente do edifício Standard Insurance Center em 1970, e retrata cinco indivíduos nus, incluindo três mulheres, um homem e uma criança. Segundo o próprio artista, eles representam a busca eterna do homem pela fraternidade e iluminação.
A partir de 1990, The Quest foi considerada o maior pedaço de mármore branco esculpido em Portland. A escultura abstrata e figurativa foi pesquisada pelo programa "Save Outdoor Sculpture!" do Instituto Smithsoniano em 1984 e submetida a pequenas reparações. The Quest recebeu críticas mistas, um contribuidor do Building Stone News apreciou como suas linhas fluem e contrastava com os pilares "rígidos" do prédio adjacente, além de chamar o mármore de "impressionante". Em contraste, outro escritor do The Oregonian escreveu sobre a escultura e a aversão dos outros por ela, servindo como uma "lição livre de educação sexual" para crianças em idade escolar.

## Descrição

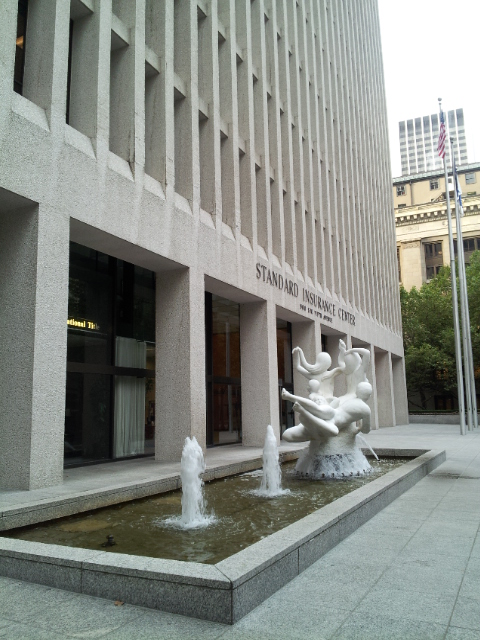
A escultura foi instalada em frente ao edifício Standard Insurance Center.

The Quest foi projetada por Alexander von Svoboda, um escultor austríaco com base em Toronto. Ela foi encomendada pela Georgia-Pacific em 1967 e instalada três anos depois em frente ao edifício Standard Insurance Centre (anteriormente conhecido como Georgia-Pacific Building), que situa-se na intersecção da quinta avenida sudoeste com a rua Taylor, centro de Portland. A escultura foi uma das quase 400 pertencente na coleção privada da Georgia-Pacific, empresa revelada em Portland com a abertura de sua sede mundial. As princesas do Festival Rose apresentaram a obra em uma cerimônia formal.
A escultura foi esculpida na comuna de Carrara, Itália, a partir de um único bloco de 200 toneladas de mármore branco extraído do Pentélico, monte situado a nordeste de Atenas. Ela retrata cinco pessoas nuas de tamanho maior do que o natural, incluindo três mulheres, um homem e uma criança. A estátua está fixada em um pedestal dentro de uma fonte, cercada por jatos de água. As formas das pessoas se curvam para cima, e duas das fêmeas têm as mãos levantadas, enquanto a outra "dorme na parte posterior da escultura." A figura masculina aparenta flutuar, aproximando-se com as mãos, enquanto a figura infantil está localizada atrás de uma das figuras femininas.

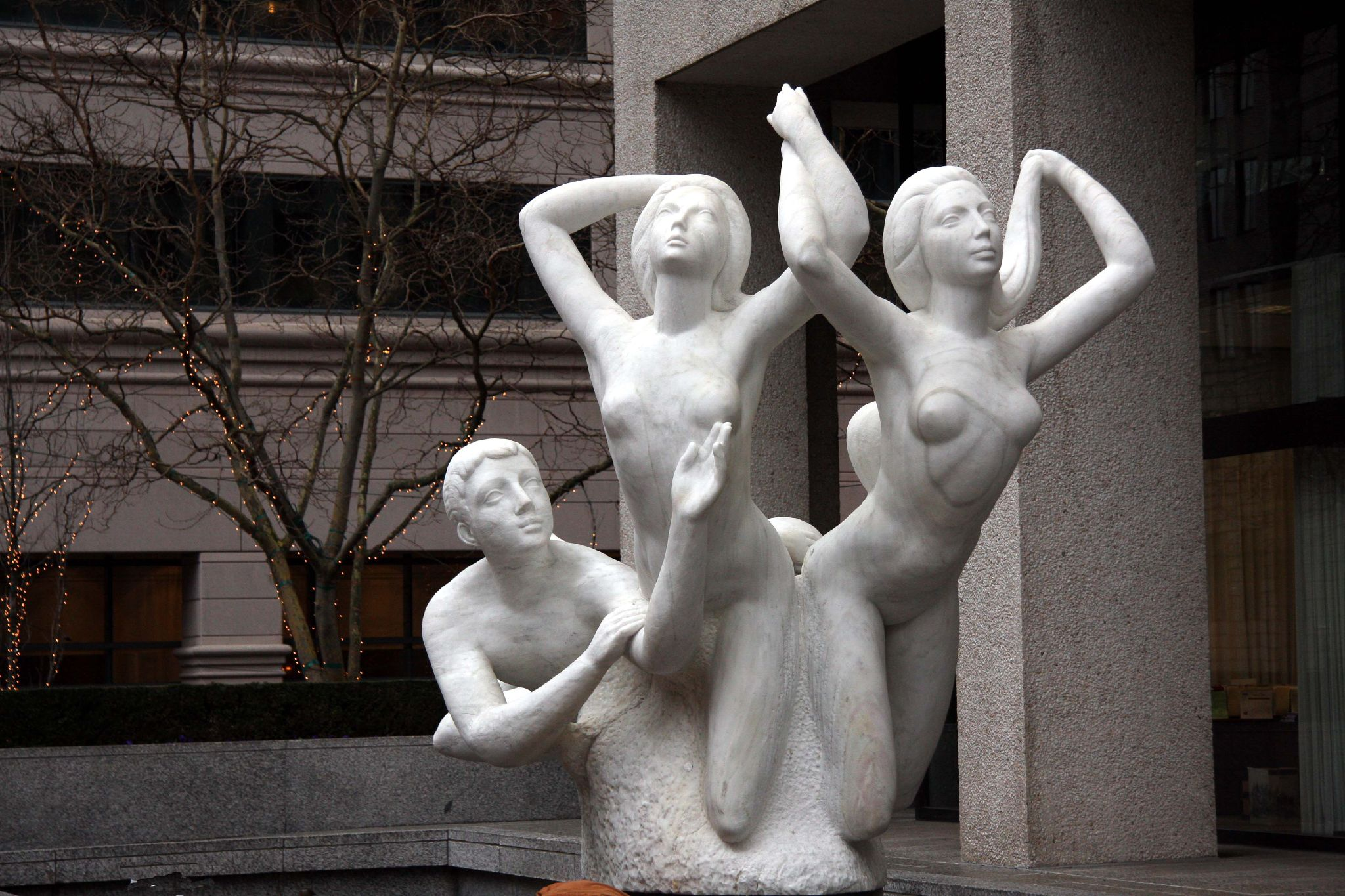
A esculta em 2007

The Quest mede cerca de 6,1 metros (20 pé) x 3 metros (9,8 pé) x 4,6 metros (15 pé) e está localizada em uma base de concreto ou pedra que mede 2,8 metros (9,2 pé) x 3 metros (9,8 pé) x 5 metros (16 pé) e que pesa 17 toneladas. Segundo o próprio artista, a escultura representa a "simbólica e eterna busca do homem pela fraternidade e iluminação". A obra é inspirada em Michelangelo, mas von Svoboda assumiu uma abordagem mais "humanista", além disso, 35 pedreiros ajudaram na construção, que demorou dois anos e meio. A obra Perpetuity do próprio autor, que consiste em uma seção transversal vazada de um tronco de sequoia com uma "plântula" de bronze irradiando para fora, serviu como uma escultura "companheira". Originalmente instala ao longo do lado sudoeste da Quarta Avenida, a obra foi deslocada para o Centro Mundial de Florestas.
O Instituto Smithsoniano categorizou The Quest como abstrata e figurativa. Em 2002, a jornalista Sallie Tisdale do The Oregonian descreveu a escultura como um "grande emaranhado de corpos brancos na neve em uma fonte". Ela escreveu que a obra é de propriedade privada, mas em exibição pública, e que tem tido "o tempo suficiente para que ninguém tenha certeza de como chegou lá em primeiro lugar". A partir de 1990, The Quest foi considerada o maior pedaço de mármore branco esculpido em Portland. Em janeiro de 1994, ela foi analisada e considerada "bem conservada" pelo programa "Save Outdoor Sculpture!" do Instituto Smithsoniano. A manutenção da escultura inclui embaçar e reparar o nariz da figura masculina.

## Recepção

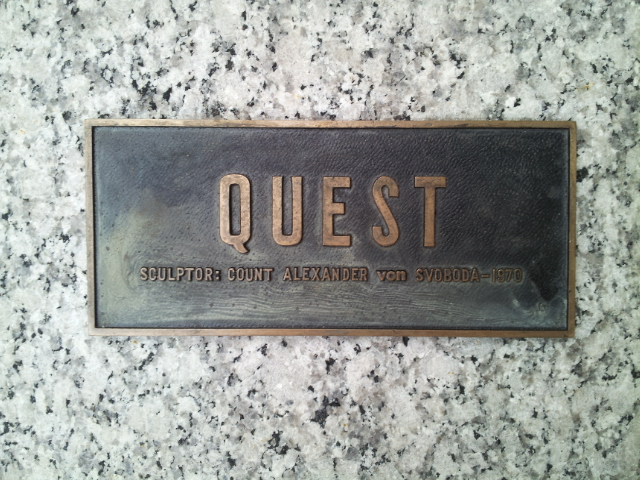
Placa presente em The Quest.

The Quest recebeu críticas mistas. Durante a cerimônia de inauguração, havia um "momento momentâneo e atordoado, em seguida, crescendo de aplausos devidamente registrados por meios de comunicação locais". Em 1970, um contribuidor do Building Stone News escreveu que as linhas brancas fluidas da escultura contrastam com os rígidos pilares verticais de quartzo branco no exterior do edifício adjacente e descreveu o mármore como "impressionante". Em contraste, Tisdale escreveu sobre a obra:
The Quest existe desde 1970, tempo suficiente para a sua proveniência e propósito se afundar no mistério... Ninguém parece gostar muito dela e outros ativamente não gostam. Mas aí permanece, uma aula gratuita de educação sexual para ônibus de alunos suburbanos, os membros incertos para sempre, em algum lugar, por alguma coisa
A escultura ganhou os apelidos Saturday Night at the Y e Three Groins in a Fountain. Em uma publicação sobre as diferenças entre Portland e Seattle, um escritor do The Seattle Times referiu o último apelido como um exemplo da arte "kitschier" de Portland. Em 2003, Eugene Weekly publicou uma revisão de Fugitives and Refugees, um livro de literatura odepórica publicado por Chuck Palahniuk que havia sido sugerido aos leitores, se eles não estavam familiarizados com a "Three Groins in the Fountain". Palahniuk referiu a escultura como uma "lição de vocabulário de Portland", que inclui uma lista de suas definições para palavras locais. A escultura foi recomendado durante um passeio a pé em Portland.